# Ivan Centrone
Ivan Centrone, né le 17 septembre 1995 à Leudelange, est un coureur cycliste luxembourgeois.
Il est le frère du cycliste Vincenzo Centrone.

## Biographie
Fin juillet 2019, il est présélectionné pour représenter son pays aux championnats d'Europe de cyclisme sur route.
Pour 2020, il signe en France chez Natura4Ever-Roubaix-Lille Métropole avec un contrat professionnel. Il réalise ses débuts en course au mois de février, lors du Tour de La Provence. Il participe ensuite au Tour des Alpes-Maritimes et du Var, qu'il termine à la 48e place. En mars, il se rend en Belgique pour le Grand Prix Jean-Pierre Monseré, où il prend la 30e place. Après l’interruption des courses en raison de la pandémie de Covid-19, il reprend en août au Tour de l'Ain. Échappé sur la première étape, il s'empare provisoirement du maillot de meilleur grimpeur. Peu de temps après, il se classe septième du championnat du Luxembourg du contre-la-montre chez les élites.
En 2022, il remporte sa première course UCI en s'imposant sur la 10eme étape du Tour de la Guadeloupe.
Il arrête sa carrière de coureur cycliste à la fin de l’année 2024.

## Palmarès et résultats

### Palmarès par année
- 2016
  - 2e du Tour de Moselle
- 2017
  -  Champion du Luxembourg sur route espoirs
  - Grand Prix OST Manufaktur
  - 3e du championnat du Luxembourg du contre-la-montre espoirs
- 2019
  - Course de Dommeldange
  - Grand Prix Majerus
  - 3e du Grand Prix de Gemenc II
- 2022
  - 10e étape du Tour de la Guadeloupe
  - 2e du Grand Prix OST Manufaktur
- 2023
  - Grand Prix Kropemann

### Classements mondiaux
| Année                                 | 2015  | 2016  | 2017  | 2018  | 2019 | 2020 | 2021  | 2022 | 2023  |
| ------------------------------------- | ----- | ----- | ----- | ----- | ---- | ---- | ----- | ---- | ----- |
| Classement mondial                    |       | 2018e | 1072e | 1580e | 701e | 692e | 1607e | 970e | 2427e |
| UCI Europe Tour                       | 1216e | 1336e | 675e  | 1012e | 516e | 556e | 1134e | 706e | nc    |
|                                       |       |       |       |       |      |      |       |      |       |
| Légende : nc = non classéSource : UCI |       |       |       |       |      |      |       |      |       |